# Björkhagen, Ängelholms kommun
Björkhagen är ett samhälle i Ängelholms kommun, beläget mellan Magnarps strand och Skepparkroken. Björkhagen var tidigare en del av Magnarp, men sedan ett flertal tomter, huvudsakligen för sommarstugor, numera de flesta permanentbostäder, hade avstyckats på 1930- och 40-talen, fick Björkhagen sitt eget namn.